# عذر تقصیر به پیشگاه محمد و قرآن
عذر تقصیر به پیشگاه محمد و قرآن (به انگلیسی: An Apology for Mohammed and Koran) کتابی است نوشته جان داونپورت نویسنده، محقق و پژوهشگر انگلیسی سده نوزدهم که برای نخستین‌بار در سال ۱۸۶۹ در لندن منتشر گردید. نویسنده دراین کتاب به زندگی محمد نگاهی نو ارائه کرده است.

## در ایران
ترجمه کتاب توسط غلامرضا سعیدی و تصحیح حسن توانایان فرد در سال ۱۳۳۸ به عنوان کتاب برگزیده سال (جایزه سلطنتی کتاب) انتخاب گردید. در سال ۱۳۸۲ انتشارات اطلاعات مجدداً این کتاب را منتشر ساخت.